# 1953년 영국 에베레스트 원정대
1953년 영국 에베레스트 원정대는 에베레스트 산의 아홉 번째 등반 원정대로, 처음으로 에베레스트 산 등반에 성공했다. 존 헌트가 이끄는 원정대의 에드먼드 힐러리와 텐징 노르가이가 1953년 5월 29일 등반에 성공했다. 등반 성공 소식은 엘리자베스 2세의 대관식이 열리던 6월 2일 아침에 런던에 전해졌다.

## 원정대원
| 이름                      | 역할                  | 직업           | 선발 당시의 나이 (1952년 11월 1일) |
| ------------------------- | --------------------- | -------------- | ---------------------------------- |
| 존 헌트                   | 원정대 대장, 등산가   | 영국 육군 대령 | 42                                 |
| 찰스 에번스               | 원정대 부대장, 등산가 | 의사           | 33                                 |
| 조지 밴드                 | 등산가                | 지질학 전공    | 23                                 |
| 톰 버딜런(Tom Bourdillon) | 등산가                | 물리학자       | 28                                 |
| 앨프리드 그레고리         | 등산가                | 여행사 책임자  | 39                                 |
| 윌프리드 노이스           | 등산가                | 교사, 작가     | 34                                 |
| 그리피스 퓨               | 의사, 등산가          | 생리학자       | 43                                 |
| 톰 스토바트               | 사진가, 등산가        | 사진가         | 38                                 |
| 마이클 워드               | 탐사대 의사, 등산가   | 의사           | 27                                 |
| 마이클 웨스트매콧         | 등산가                | 통계학자       | 27                                 |
| 찰스 와잉리               | 조직 사무국장, 등산가 | 군인           | 32                                 |
| 에드먼드 힐러리           | 등산가                | 양봉업자       | 33                                 |
| 조지 로                   | 등산가                | 교사           | 28                                 |
| 텐징 노르가이             | 등산가, 안내인        |                | 38                                 |
| 셰르파 Annullu            | 등산가, 안내인        |                |                                    |